# Portada/efemèride novembre 13
Vittorio de Sica
« 12 de novembre · 13 de novembre · 14 de novembre »